# Oulens-sur-Lucens

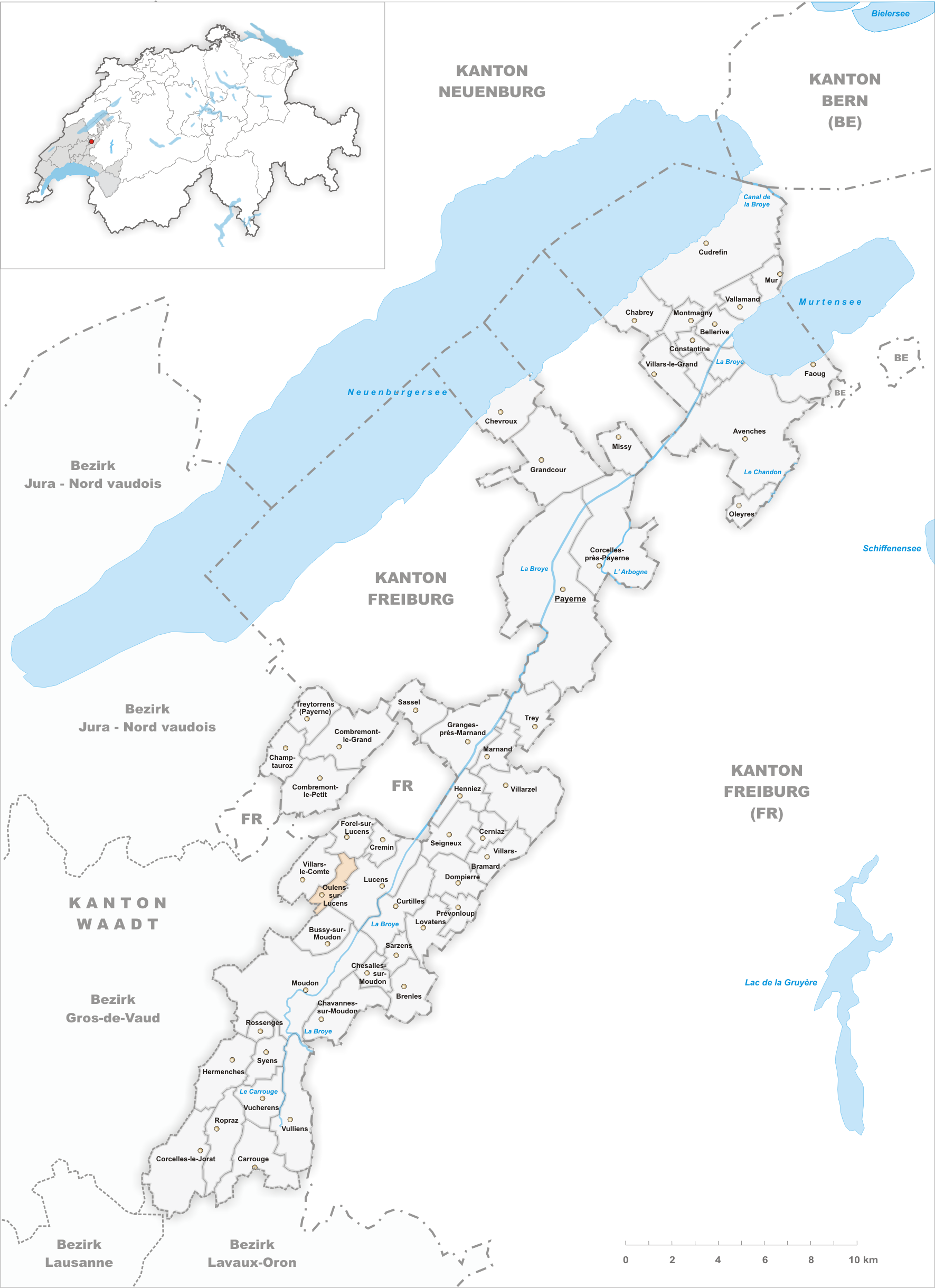
Gemeindestand vor der Fusion am 30. Juni 2011

Oulens-sur-Lucens war eine politische Gemeinde im Distrikt Broye-Vully des Kantons Waadt in der Schweiz. Am 1. Juli 2011 ging sie in der Gemeinde Lucens auf.

## Geographie
Oulens-sur-Lucens liegt auf 633 m ü. M., 16 Kilometer südwestlich des Bezirkshauptortes Payerne (Luftlinie). Das kleine Bauerndorf erstreckt sich auf einer Geländeterrasse am westlichen Talhang der Cerjaule, im Molassehügelland des nördlichen Waadtländer Mittellandes.
Die Fläche des 1,6 km² grossen Gemeindegebiets umfasst einen Abschnitt des Tales Vallon des Vaux. Dieses Tal wird von der Cerjaule, eines linken Seitenbaches der Broye, durchflossen. Auf der östlichen Talseite gehört das Waldgebiet Bois des Côtes zu Oulens-sur-Lucens. Westlich des Baches erstreckt sich der Gemeindeboden auf die angrenzenden Hänge des Molassehügellandes und erreicht unterhalb von Villars-le-Comte mit 698 m ü. M. den höchsten Punkt von Oulens-sur-Lucens. Von der Gemeindefläche entfielen 1997 8 % auf Siedlungen, 35 % auf Wald und Gehölze und 57 % auf Landwirtschaft.
Zu Oulens-sur-Lucens gehören mehrere Einzelhöfe. Nachbargemeinden von Oulens-sur-Lucens waren Lucens, Bussy-sur-Moudon, Neyruz-sur-Moudon, Villars-le-Comte und Forel-sur-Lucens.

## Bevölkerung
Mit 52 Einwohnern (Stand 31. Dezember 2010) gehörte Oulens-sur-Lucens zu den kleinsten Gemeinden des Kantons Waadt. Von den Bewohnern gaben im Jahr 2000 100 % Französisch als Hauptsprache an. Die Bevölkerungszahl von Oulens-sur-Lucens belief sich 1900 noch auf 96 Einwohner. Danach wurde bis 1980 durch starke Abwanderung eine Abnahme um mehr als 60 % auf 37 Einwohner verzeichnet; seither nahm die Bevölkerung jedoch wieder leicht zu.

## Wirtschaft
Oulens-sur-Lucens war bis in die zweite Hälfte des 20. Jahrhunderts ein vorwiegend durch die Landwirtschaft geprägtes Dorf. Noch heute haben der Ackerbau, der Obstbau und die Viehzucht eine wichtige Bedeutung in der Erwerbsstruktur der Bevölkerung. Ausserhalb des primären Sektors sind kaum Arbeitsplätze im Dorf vorhanden. Die Wasserkraft der Cerjaule wurde früher durch eine Mühle genutzt. In den letzten Jahrzehnten hat sich das Dorf auch zu einer Wohngemeinde entwickelt. Einige Erwerbstätige sind deshalb Wegpendler, die in den umliegenden grösseren Ortschaften arbeiten.

## Verkehr
Die Gemeinde liegt abseits der grösseren Durchgangsstrassen, ist aber von Lucens relativ leicht erreichbar. Durch einen Postautokurs, der von Moudon via Villars-le-Comte nach Thierrens verkehrt, ist Oulens-sur-Lucens an das Netz des öffentlichen Verkehrs angebunden.

## Geschichte
Die erste urkundliche Erwähnung des Ortes erfolgte bereits im Jahr 595 unter dem Namen Ollens. Später erschienen auch die Bezeichnungen Oulyn, Ollo, Dou Lyn und Dou Lin. Der Ortsname geht auf den burgundischen Personennamen Ollo (abgeleitet von Adlo, Audilo oder Odilo) zurück und bedeutet bei den Leuten des Ollo.
Seit dem Mittelalter unterstand Oulens-sur-Lucens der savoyischen Burgvogtei Lucens. Mit der Eroberung der Waadt durch Bern im Jahr 1536 gelangte das Dorf unter die Verwaltung der Landvogtei Moudon. Nach dem Zusammenbruch des Ancien Régime gehörte Oulens-sur-Lucens von 1798 bis 1803 während der Helvetik zum Kanton Léman, der anschliessend mit der Inkraftsetzung der Mediationsverfassung im Kanton Waadt aufging. 1798 wurde es dem Bezirk Moudon zugeteilt.